# Église Saint-Porchaire de Poitiers
 (avril 2021).
Si vous disposez d'ouvrages ou d'articles de référence ou si vous connaissez des sites web de qualité traitant du thème abordé ici, merci de compléter l'article en donnant les références utiles à sa vérifiabilité et en les liant à la section « Notes et références ».
L'église Saint-Porchaire est une église catholique située dans le centre-ville historique de Poitiers, en France, dédiée à saint Porchaire.
La tour et la nef de l'édifice font l'objet d'un classement au titre des monuments historiques.

## Localisation
L'église est située dans le département français de la Vienne, sur la commune de Poitiers, dans le centre-ville historique, sur la rue Gambetta qui est piétonne et commerçante.

## Historique
Porchaire est abbé de Saint-Hilaire-le-Grand vers 600. À sa mort, son corps est placé dans l'église Saint-Sauveur, proche de l'enclos où il s'était retiré. À la fin du IXe siècle, Thibaut, trésorier de Saint-Hilaire-le-Grand, édifie un sanctuaire à proximité du palais, sur une voie de communication majeure. Les reliques du saint y sont transférées et font l'objet d'une dévotion. En 1068, cet édifice est rattaché à l'abbaye angevine de Bourgueil. Au cœur d'un quartier marchand, le prieuré Saint-Porchaire est également une église paroissiale jouxtée d'un des plus importants cimetières de la ville. De l'édifice carolingien subsistent la façade occidentale, aujourd'hui prise en étau entre le clocher-porche du XIe siècle et la nef du XVIe siècle, ainsi qu'une petite crypte inaccessible.
En 1431, la cloche de l'Université a été installée dans le clocher de l'église et y est toujours. Cette cloche avait pour fonction d’annoncer les assemblées de la toute nouvelle université.
L’église s’est délabrée et ses murs menacent ruine en cette fin du XVe siècle. De ce fait, la construction d’un nouvel édifice est décidée. Les travaux commencèrent en février 1509 et se terminèrent en 1520. La nouvelle construction est moins longue que l’ancienne église carolingienne mais plus large.
Au milieu du XVIe siècle, des chapelles latérales très peu profondes ont été ajoutées. Des fresques y ont été redécouvertes en 1951, mais elles ne sont plus lisibles de nos jours.
En 1702, c'est dans cette église, au confessionnal, que saint Louis-Marie Grignion de Montfort rencontre Marie-Louise Trichet, avec laquelle il fondera les Filles de la Sagesse.
En 1710, le prieuré est rattaché au petit séminaire Saint-Charles de Poitiers. Toutefois, l’édifice reste une église paroissiale.
Pendant la période révolutionnaire, Saint-Porchaire devient un lieu de rassemblement pour le culte décadaire. Puis, sous le concordat, en 1802, elle redevient une église paroissiale.
En 1843, le conseil municipal décida de détruire le clocher pour élargir la rue. En effet, au début des années 1840, la tour de Saint-Porchaire menaçait ruine. Toutefois, les antiquaires font appel de cette décision et le 4 juin 1843, l'ordre est donné d'empêcher la démolition de la tour.
Le clocher-porche, grâce à l’intervention de Prosper Mérimée est classé au titre des monuments historiques en 1846. La nef est classée au titre des monuments historiques en 1908.
Les travaux de restauration sur le clocher-porche de l'église ont commencé en mars 2011 et se sont achevés en juin 2012. Il s'agissait tout d'abord de conforter l'édifice. Le clocher avait subi des désordres structurels très importants. Des travaux de consolidation ont été réalisés par la mise en œuvre de chaînage en armatures de fibre de verre forées horizontalement dans les maçonneries et noyées dans un mortier de résine époxy. L'escalier en vis intérieur a été entièrement déposé et reposé.
Les façades extérieures montraient une altération inquiétante de l'épiderme des parements de pierres. Les parements extérieurs ont été nettoyés par micro-gommage préservant l'épiderme de la pierre, la sculpture par micro-abrasion et par laser. Il a fallu procéder à quelques changements de pierre pour les parements les plus altérés. Les joints au ciment gris ont été purgés et les maçonneries entièrement rejointoyées à la chaux grasse. Les corniches ont été protégées de bandeaux en plomb. Dans la chambre des cloches, les abat-sons sont repris à neuf et les assemblages du beffroi vérifiés et consolidés.
Enfin, l'entrée de l'église a été mise en valeur. Répondant à la nécessité d'accessibilité des édifices recevant du public à toute personne, le dallage du sol du rez-de-chaussée du porche a été repris en totalité respectant une légère pente vers l'intérieur de l'édifice. Les enduits ont été refaits entièrement et un nouveau tambour, plus moderne et respectant les règles de sécurité a été mis en place. Un éclairage de mise en valeur et d'usage a été installé dans le porche d'entrée restauré de même que sur les façades extérieures.

## Architecture

### Extérieur
Bordé de maisons, en saillie sur la voie piétonne, le clocher-porche est un rescapé. En effet, au XIXe siècle, les édiles décident sa destruction pour rendre la rue plus rectiligne. Il est sauvé in extremis par la mobilisation de la société des antiquaires de l'Ouest et de Prosper Mérimée, inspecteur des Monuments historiques.
Chef d’œuvre d'architecture paré d'arcatures, il signale le sanctuaire dans la ville. Le clocher-porche est l'élément l'élément emblématique du pouvoir religieux, de la même manière que le donjon matérialise le pouvoir féodal. De plan carré, il s'élève sur 24 m de haut répartis sur trois niveaux. Les angles comportent des contreforts plats et en demi-colonnes. Un jeu élaboré d'arcades et d'arcatures en plein cintre anime la paroi.
Le rez-de-chaussée, entrée monumentale et passage abrité, est un portail à deux voussures. Il est encadré par des colonnes à chapiteaux sculptés d'animaux et de scènes religieuses : lions stylisés, calice où s'abreuvent des oiseaux, Daniel entre les lions. Le porche est surmonté d'un relief où se devine un Christ en gloire. Au niveau médian, des baies étroites enveloppées d'arcades, elles-mêmes surmontées d'arcatures géminées, éclairent une salle qui a vraisemblablement servi de chapelle. Le troisième niveau, ouvert de couples de baies avec des colonnettes à crochets, renferme la chambre des cloches avec son beffroi. Ouvrage de charpente, le beffroi est destiné à supporter les cloches et à absorber leurs vibrations lorsqu'elles sont en mouvement. Si les cloches reposaient directement sur la structure en pierre, elles ébranleraient la maçonnerie, menaçant la stabilité de l'édifice. Des trompes d'angles indiquent qu'à l'instar de ceux de Saint-Hilaire-le-Grand et Sainte-Radegonde, le clocher-porche de Saint-Porchaire était conçu pour être coiffé d'une flèche.

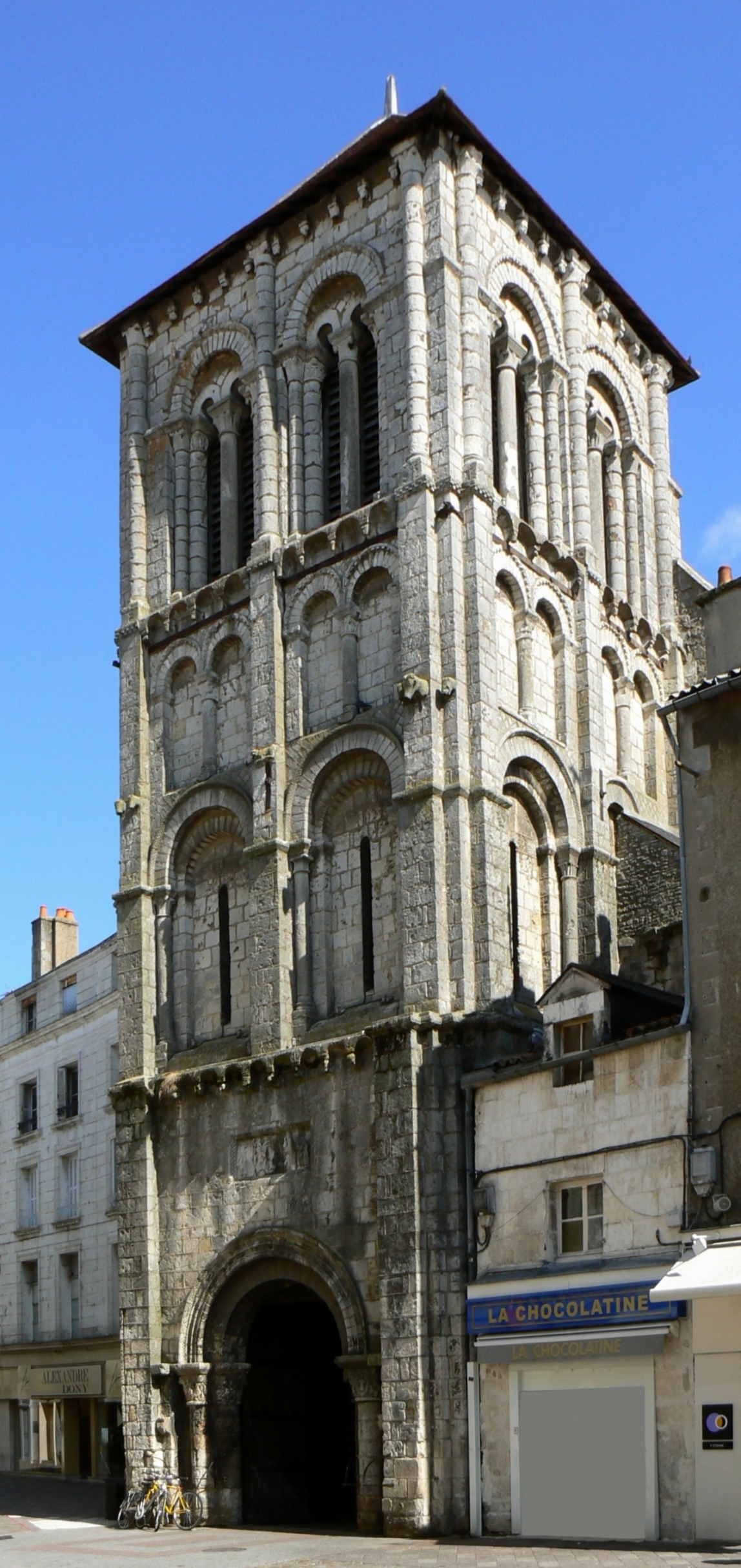
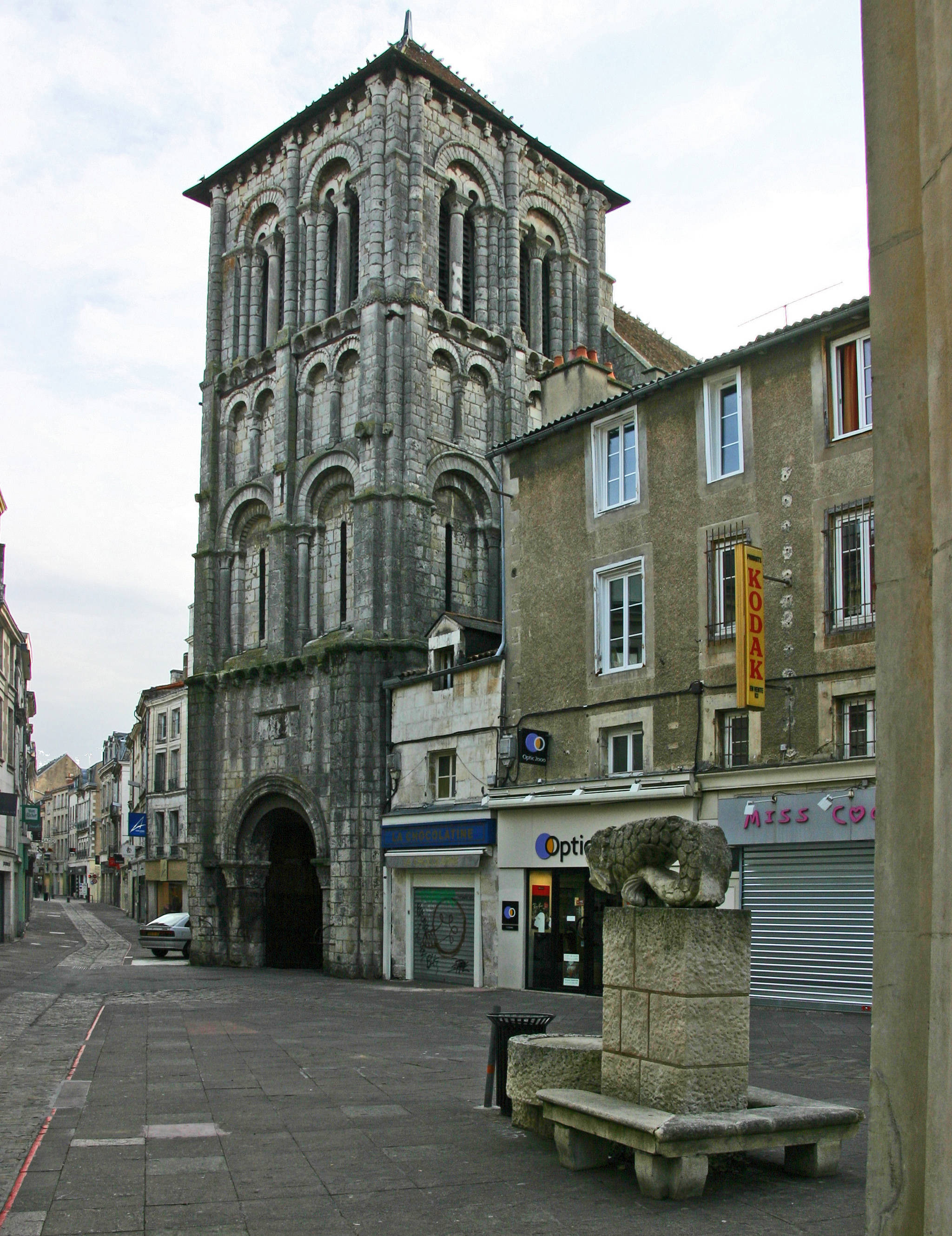
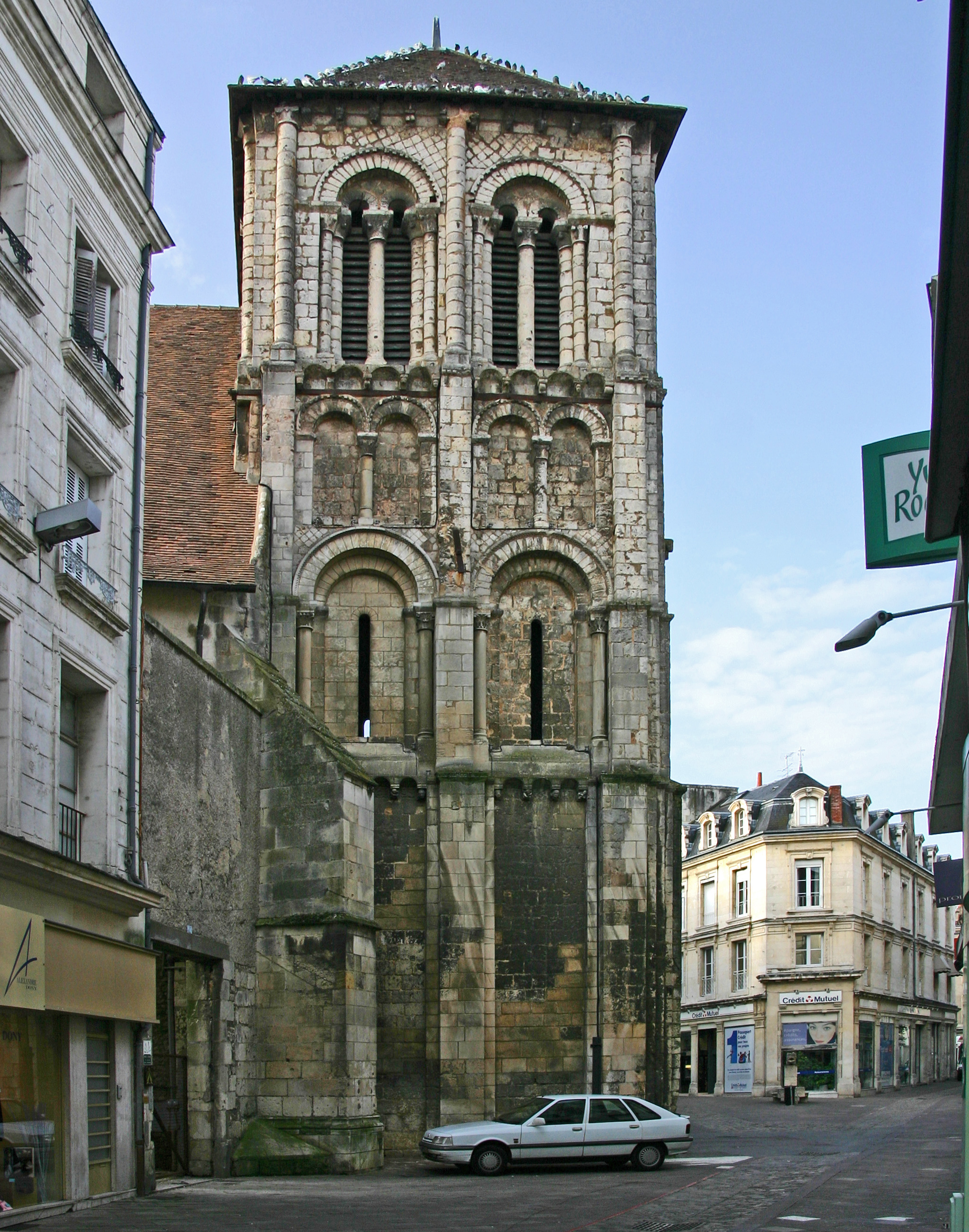
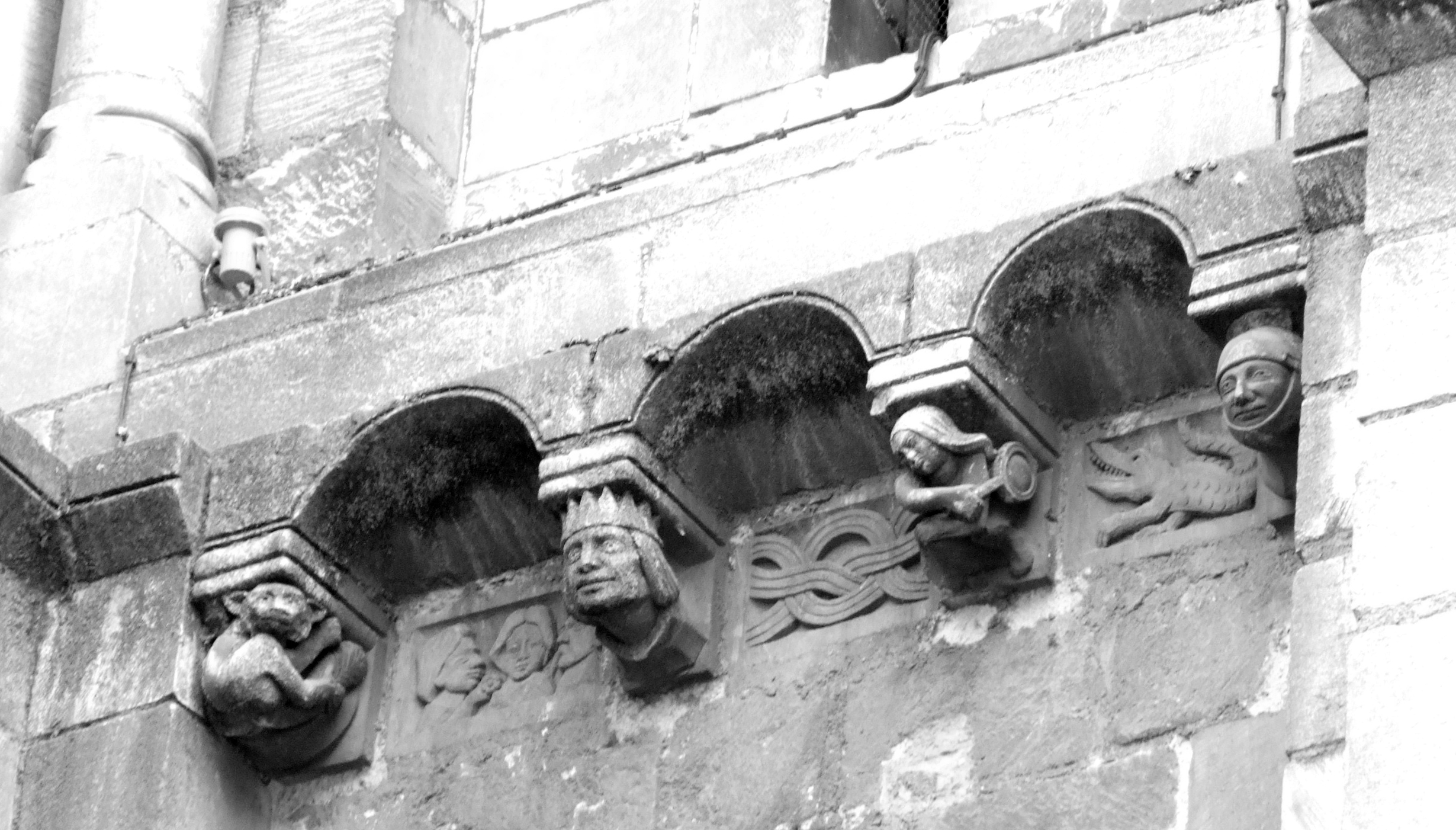
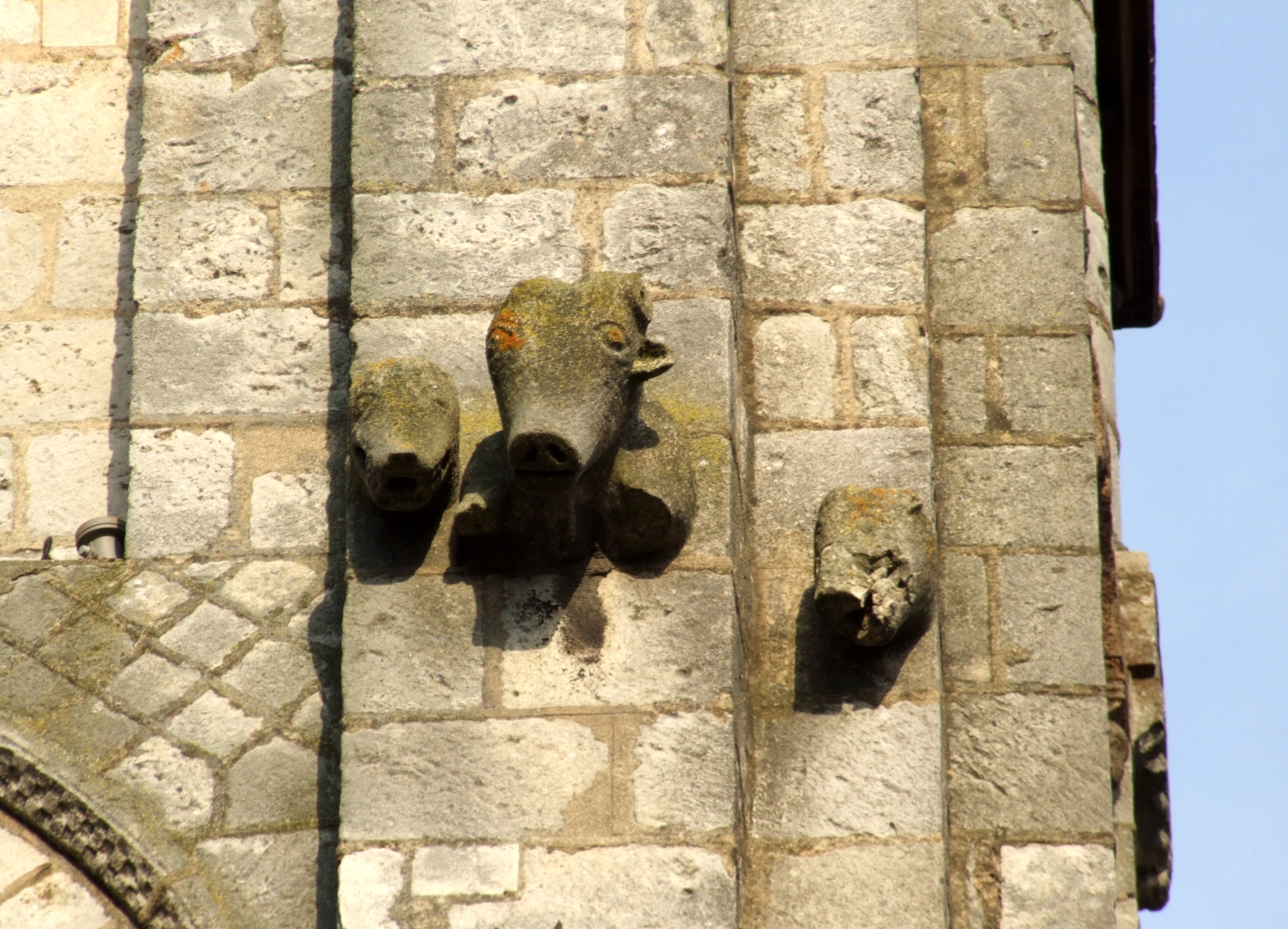

### Intérieur

#### La double nef
Une fois passé le porche, l'accès, excentré, mène à une double nef gothique. Entre 1508 et 1520, l'église, considérée obsolète, est partiellement reconstruite. Tronquée côté est, elle est élargie en reportant le mur sud au-delà de son emplacement initial. Au centre d'un vaste quadrilatère, trois piles scindent l'espace en vaisseaux jumeaux. Les piles cylindriques se prolongent par des nervures prismatiques qui rayonnent en des voûtes dont la forme évoque le palmier ou le parapluie.
Elles s'apparentent à celles de la tour Maubergeon du palais ducal proche. Six chapelles latérales sont ménagées dans l'épaisseur des murs. Le mur plat du chevet, qui forme à l'intérieur un double chœur, est éclairé par des baies à remplage flamboyant.
La double affectation de Saint-Porchaire - église prieurale et église paroissiale - a pu motiver le choix architecturale d'une double nef, dans la postérité de l'église des Jacobins de Toulouse.

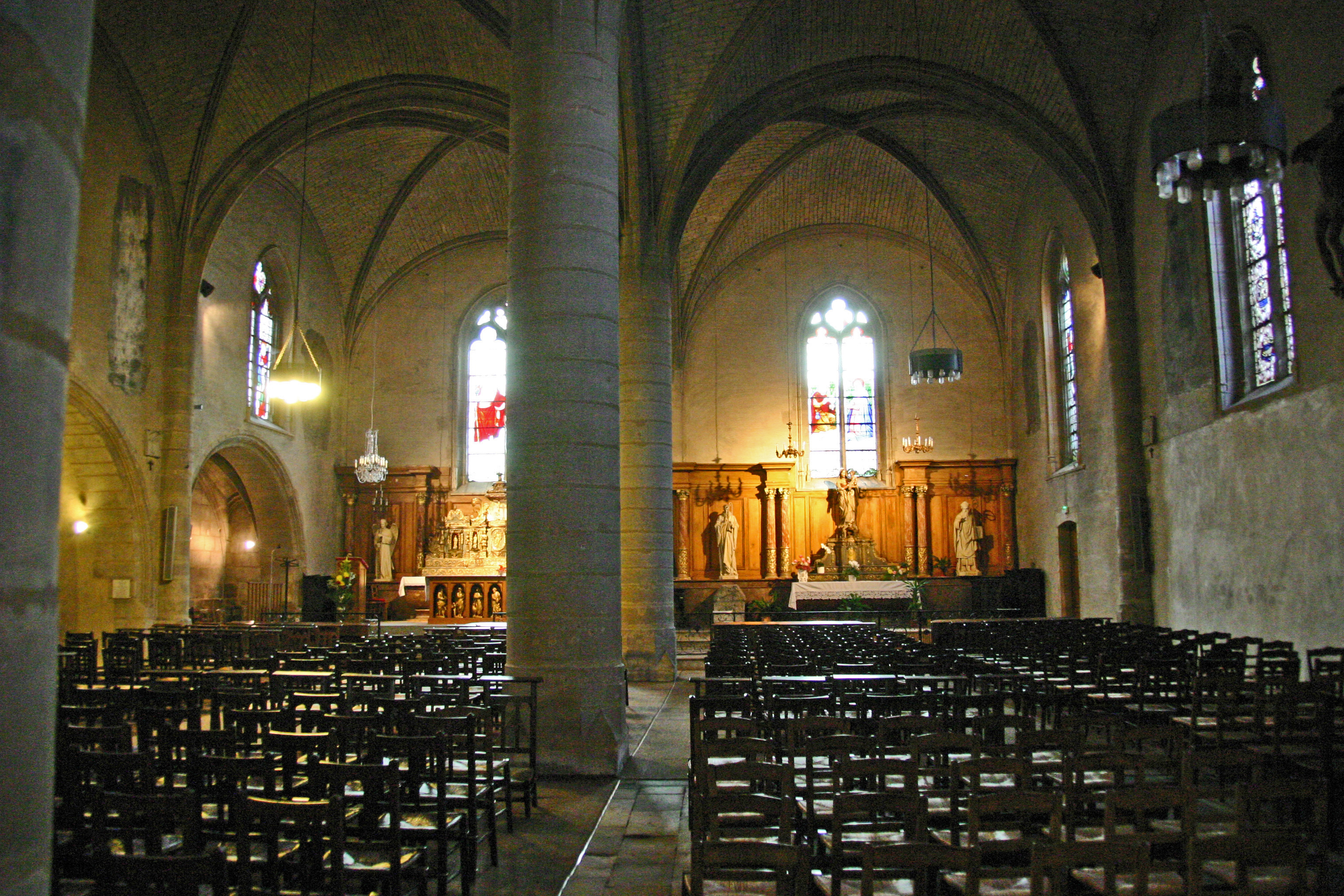
la double nef

#### Décor et mobilier
Sous le porche, une pierre tombale du XVIe siècle d'un échevin de la ville, instigateur d'une halle aux poissons, où sont gravés un personnage en pied et des écus avec des poissons. Sur les murs des nefs, des traces du décor peint du XVIe siècle figurant les apôtres. Les vitraux historiés du chevet représentent l'apparition du Christ à Marie-Madeleine et la Nativité. Réalisés en 1912-1913 par Henri Carot, ils manifestent le souci d'harmoniser décor et architecture intérieurs de l'église: les scènes sont traitées dans le style de la Renaissance. Sur les côtés, le maître verrier a réutilisé le même carton pour réaliser le décor architecturé encadrant les prophètes. Les vitraux des nefs, emblématiques de l'art du verre dans les années 1950, sont l’œuvre de l'atelier de Francis Chigot. Chaque cœur dispose d'un retable. Au nord, le retable baroque (1680) - qui se distingue par une riche ornementation de volutes et courbes - montre le Christ sur la porte du tabernacle encadré des quatre évangélistes et de deux anges. Au sud, l'autre retable, plus sobre, est surmonté d'une statue de la Vierge à l'enfant (XVIIIe siècle). Le reliquaire en pierre de saint Porchaire, restauré, est en forme de sarcophage. Il a probablement été réalisé à l'occasion de la translation des reliques dans la nouvelle église au Xe siècle.
Sous le porche, il est possible de voir une pierre tombale du XVIe siècle de Macé, un échevin de la ville, instigateur d’une halle aux poissons, où sont gravés un personnage en pied et des écus avec des poissons.
Sur les murs des nefs, des traces du décor peint du XVIe siècle figurent les apôtres. Découvertes en 1951, elles sont, avec le temps, devenues illisibles.
Dans la nef, la table en marbre rouge du grand autel provient de l'abbaye bénédictine de Saint-Cyprien. Cette abbaye n'existe plus de nos jours.
Chaque chœur dispose d’un retable. Au nord, le retable baroque (1680) -qui se distingue par une riche ornementation de volutes et de courbes- montre le Christ sur la porte du tabernacle encadré des quatre évangélistes et de deux anges. Ce retable provient de la petite église rurale de Lhommaizé. Au sud, l’autre retable, plus sobre, est surmonté d’une statue de la Vierge à l’Enfant (XVIIIe siècle).
En 1951, le sarcophage, sorti de la crypte, a été placé au centre du chœur de l'église. Il est possible de lire sur le couvercle l'inscription latine : "In hoc tumulo requiescit scs Porcharius" (Sans ce tombeau repose saint Porchaire).
Une statue de la Vierge portant l'Enfant en bois polychrome date du XVIIe siècle. Elle provient de l'église Saint-Didier qui n'existe plus de nos jours. Elle y ornait la chapelle de la Confrérie de la bonne Mort. Le contraste est saisissant entre le visage de la Vierge qui semble complètement dépitée par le spectacle des hommes et où reposent les défunts, et l'attitude de l'Enfant qui montre le ciel, espoir des croyants.
Le lutrin sculpté date du XVIIIe siècle.
La table de communion est de style Louis XV.
Adossée au mur nord, la chaire date du XVIIe siècle. Elle fait face à un Christ en bois du XVIIIe siècle .

##### Statuaire

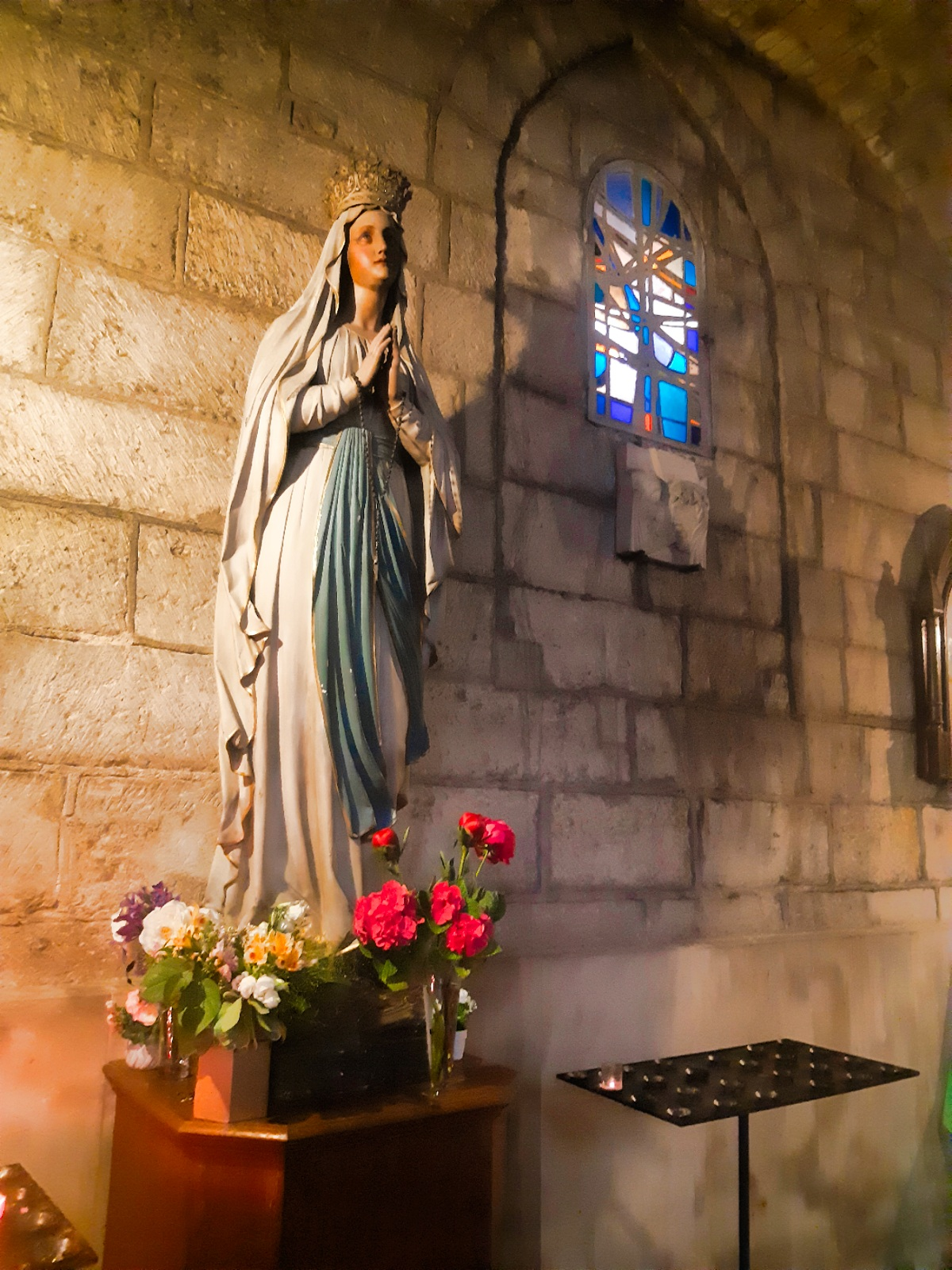
Vierge Marie
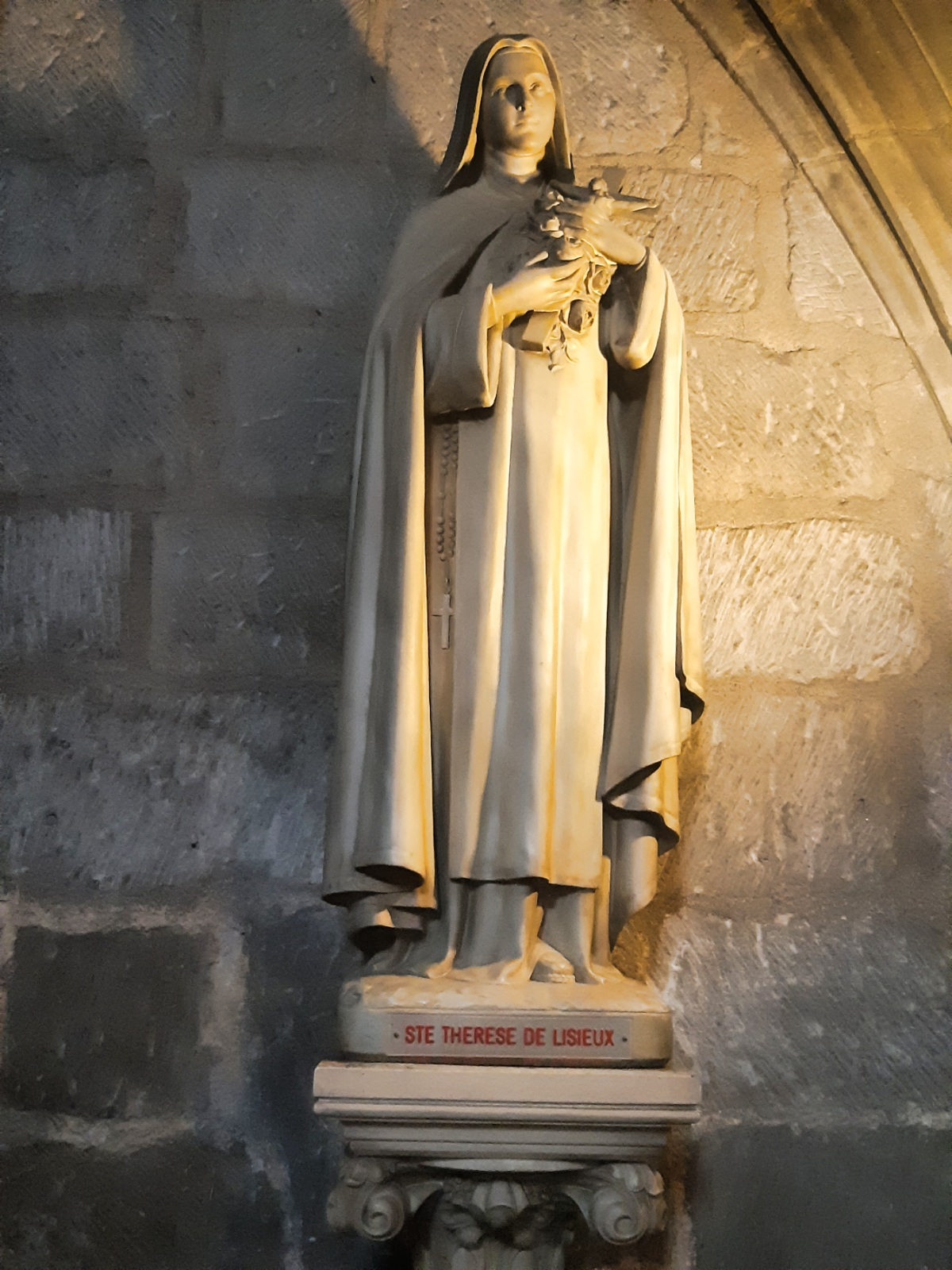
Sainte Thérèse de Lisieux
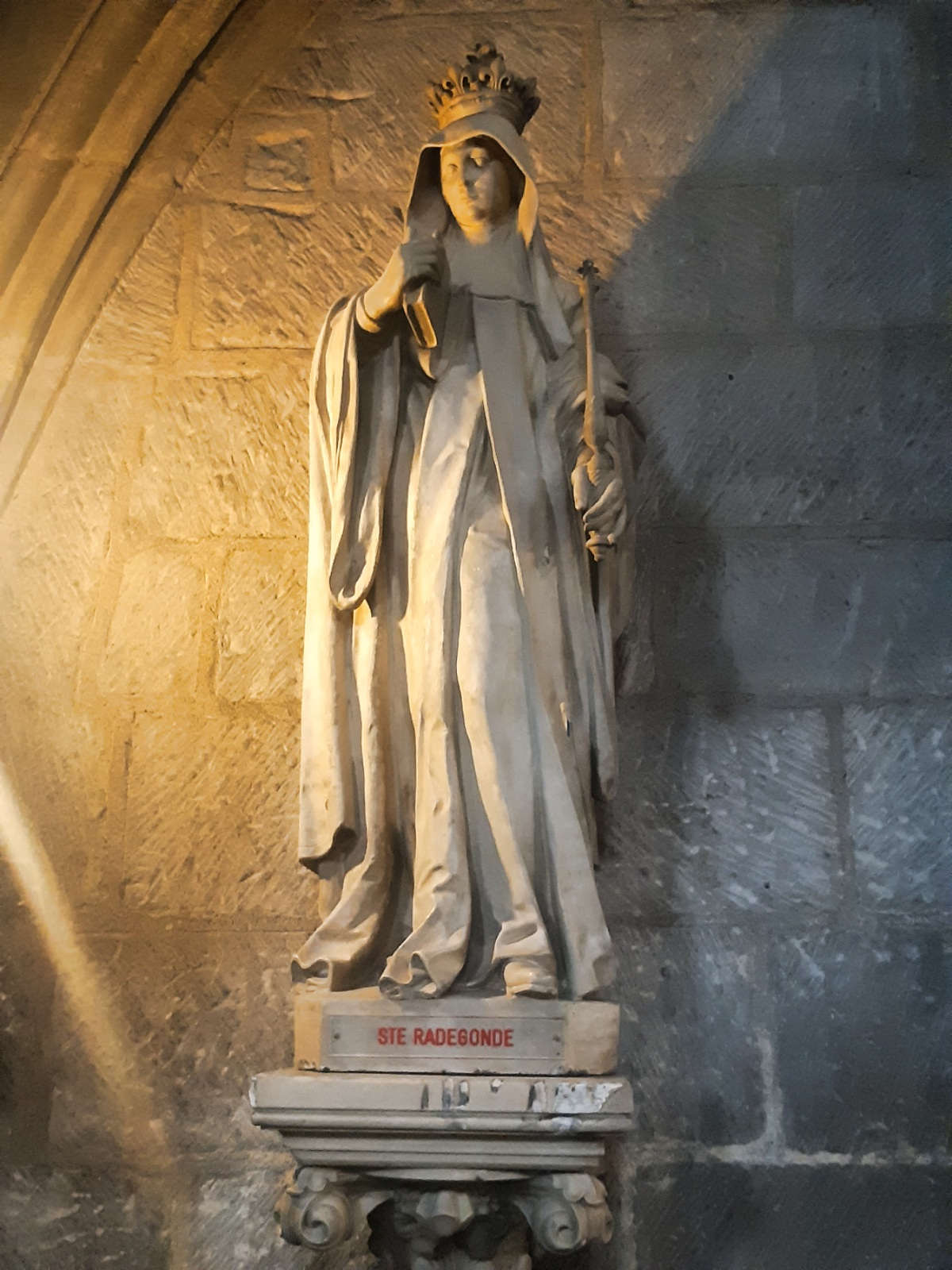
Sainte Radegonde de Poitiers
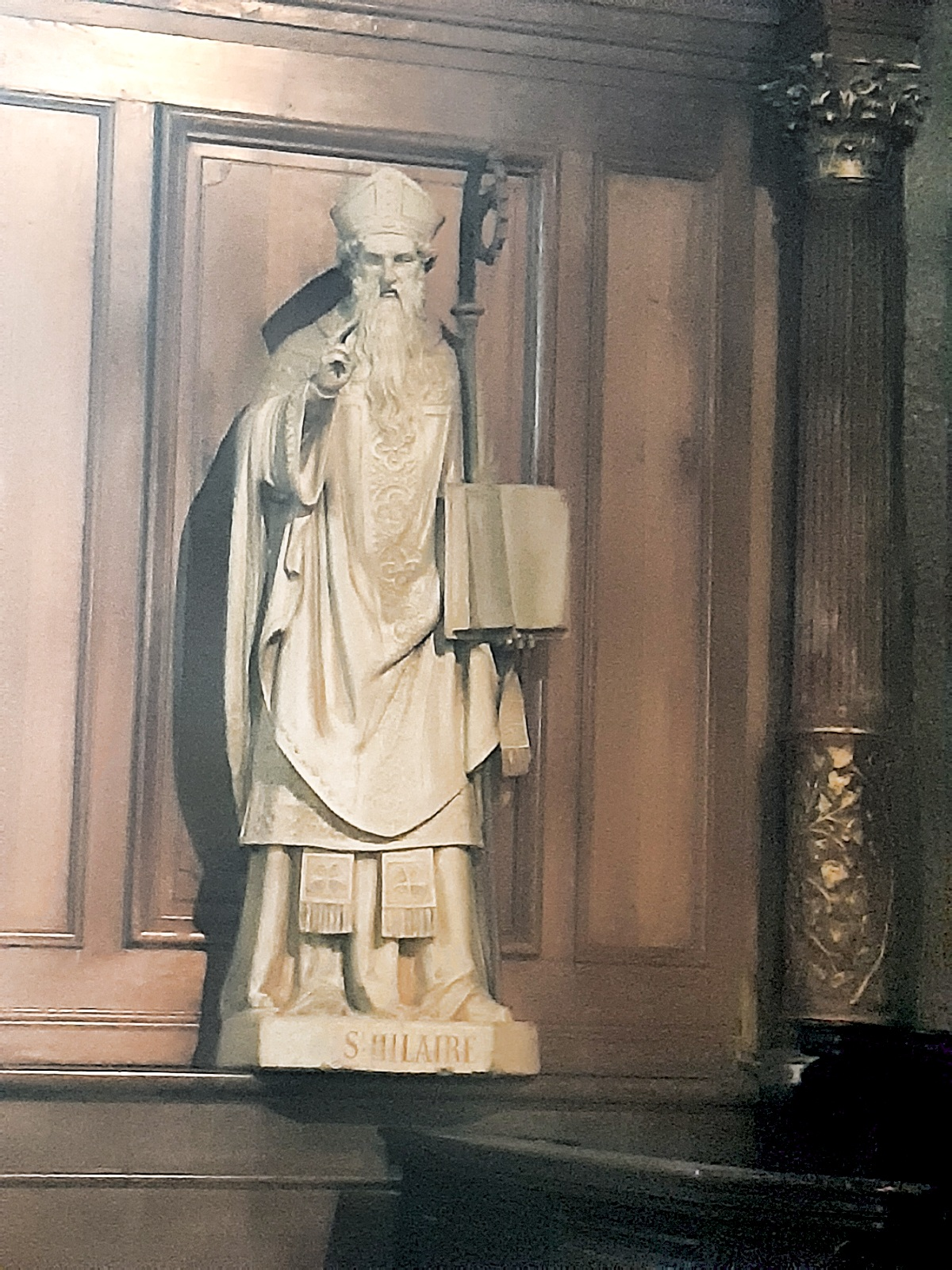
Saint Hilaire de Poitiers
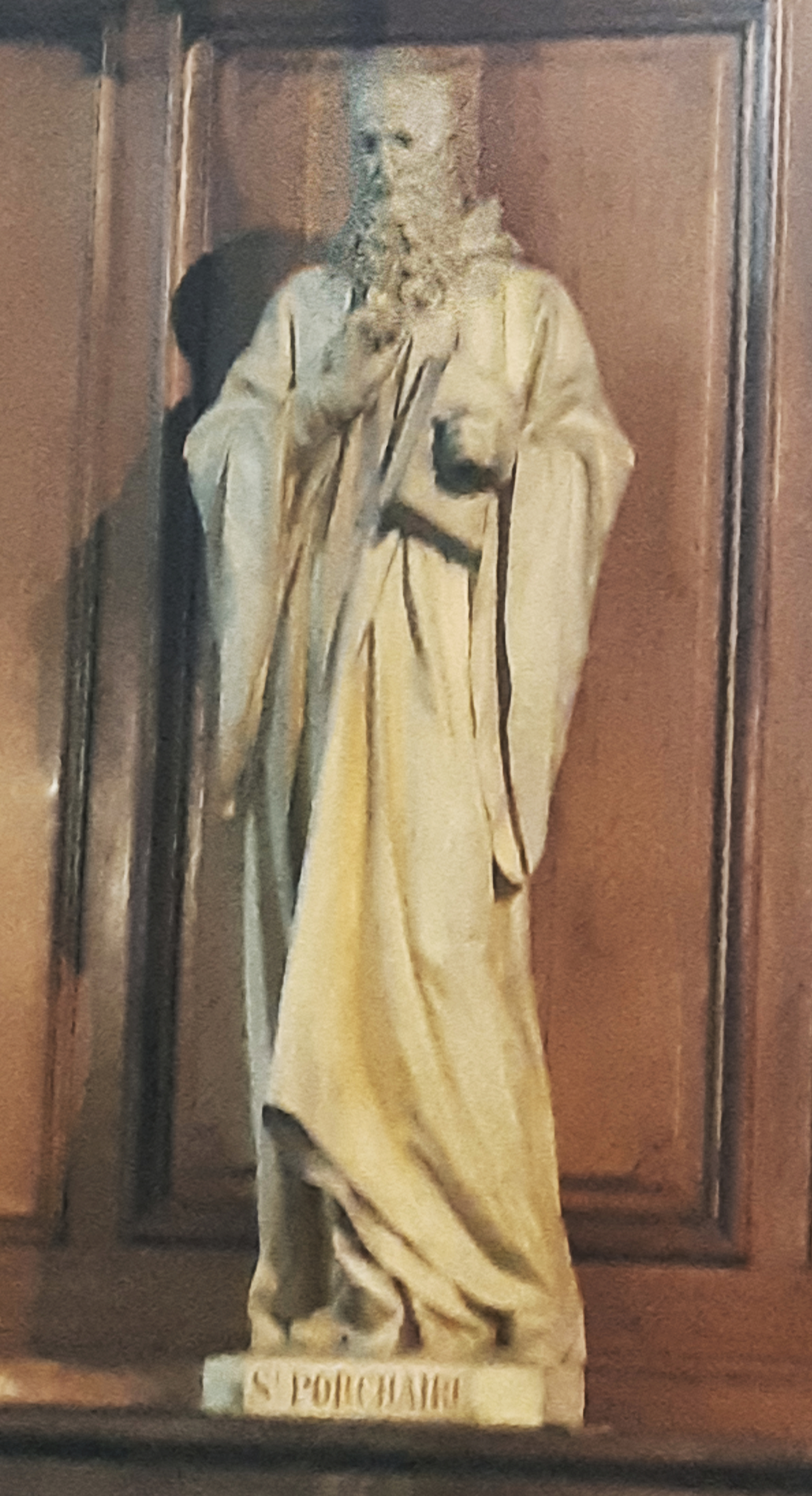
Saint Porchaire

## Campanologie
Instruments de musique en airain, les cloches chantent, alertent et participent à la liturgie. Le beffroi supporte trois cloches dont la cloche Anne, l'une des plus anciennes pièces du patrimoine campanaire français. Il s'agit d'une commande de la ville pour l'Université de Poitiers, qui ne pouvant loger la cloche avec ses 749 kg, la plaça dans le clocher de Saint-Porchaire. La paroisse donna au recteur son consentement de ne jamais l'en déloger contre nouveaux sonneurs et contributions aux réparations du clocher. Fondue en 1451, elle est destinée à sonner les cours donnés à proximité. Décorée des blasons de la ville et du Recteur de l'Université et portant une inscription en lettres gothiques, cet objet mobilier d'exception est classé au titre des Monuments historiques depuis 1905.
L'inscription de son acolyte, fondue en 1771, invoque saint Michel et stipule qu'elle a le pouvoir de chasser l'orage. Ancrée dans la liturgie, la croyance selon laquelle sonner les cloches à la volée éloigne la tempête a perduré jusqu'au XXe siècle. Marie est fondue en 1805, avec une partie du métal de Balthazar, l'énorme bourdon dû à l'initiative de Jean de Berry et logé au Gros Horlorge, le beffroi civil situé face à Notre-Dame-la-Grande et ruiné à la fin du XVIIIe siècle.
Ces trois cloches ont bénéficié d'une restauration dans un atelier Bodet campaniste, seul spécialiste français de restauration des cloches. L'intervention a eu pour vocation de renforcer leur bronze, dont l'usure au point de frappe constituait un risque de fissure. Le métal a été nettoyé après recharge légère du métal. Les jougs, les ferrures et les battants des cloches témoignant de la restauration d'Amédée Bollée au XIXe siècle ont été conservés. Seul le battant de la cloche Anne a été refait à l'identique. Les systèmes de balancement et de tintement électriques ont été modernisés et les cloches ont été accordées au diapason pour retrouver leur harmonie d'origine. La cloche Anne a retrouvé son système de sonnerie à la corde comme il existait encore au milieu du XXe siècle.